# Allied Travel Office
Das Allied Travel Office (ATO, auch Allied Travel Board) war eine Behörde der drei westlichen Besatzungsmächte USA, England und Frankreich, die für die Ausstellung befristeter Reisedokumente für Reisen von Bürgern der DDR in Staaten, die die DDR nicht völkerrechtlich anerkannten, zuständig war.

## Behörde
Die Behörde hatte ihren Sitz in der Elßholzstraße 32 in Berlin-Schöneberg im rückwärtigen Gebäudeteil des ehemaligen Preußischen Kammergerichts, in dem sich nach 1945 der Alliierte Kontrollrat befand.

## Politik
Die Politik der Nichtanerkennung der DDR (Hallstein-Doktrin) bezog sich auch auf die Anerkennung der Reisepässe der DDR, daher brauchte bis 1970 jeder Bürger der DDR, um ins westliche Ausland reisen zu können, ein sogenanntes „Temporary Travel Document“ (TTD). Die Vergabe der TTDs folgte politischen Vorgaben und stellte ein äußerst wirksames Instrument zur Kontrolle der DDR-Auslandsaktivitäten dar. Über die Vergabe von TTDs an hohe Repräsentanten der DDR wurde im Politischen Rat der NATO abgestimmt.
Die Vergabe war mit der Beantwortung von Fragen verbunden und davon abhängig. Der Bescheid über die Vergabe dauerte mehrere Wochen, diese Verzögerung war besonders hinderlich für die Planung einer Auslandsreise. Handelsfunktionäre bekamen sehr leicht die Genehmigung, während Funktionären, Künstlern oder Sportlern die Einreise verweigert wurde. Schon der leiseste Verdacht, die Reise sei politisch motiviert, reichte für die Verweigerung aus.

## Auflösung
Die Regelung zur Vergabe von „Temporary Travel Document“ für die Einreise von Bürgern der DDR in NATO-Staaten wurde vom Allied Travel Office am 26. März 1970 aufgehoben.

## Beispiele für abgelehnte TTD
- 1961 / 1962 Nationalmannschaft der DDR für die Internationale Sechstagefahrt
- 1963 Künstler des Berliner Ensemble (London-Gastspiel)
- 1964 Manfred von Ardenne (Besuch einer Konferenz in Toronto)
- 1965 Oberbürgermeister Gerhard Schill (Besuch in Partnerstadt Coventry)[4]
- 1969 Eberhard Bartke (Eröffnung einer Ausstellung von Achim Kühn in Paris)